# قلب مكاني
القلب المكاني في علم الصرف وقلب الحروف وتقليبها (بالإنجليزية: metathesis، من اليونانية μετάθεσις)‏ هو تغيير في ترتيب حروف الكلمة المفردة عن الصيغة المعروفة لها بواسطة تقديم بعض الحروف وتأخير بعضها، كما في كلمة جوز (بمعنى بعل) باللهجة المصرية التي أصلها كلمة زوج الفصحى.

## في اللغات

### اللغات السامية

#### اللغة واللهجات العربية
أداة العطف العربية مع هي في الأصل ناتجة عن قلب أصوات لفظة عم كما يُستدل من اللغات السامية الشقيقة.
كلمة أمريكي في العربية الفصحى والكثير من اللهجات العربية قد تمثل قلبًا من أميركي.
تنتشر لفظة بلنتي الناتجة عن قلب الأصوات في كلمة بنلتي.
كلمة جوز المصرية ناتجة عن قلب صوتي الجيم والزاء في كلمة زوج الفصحى.

### اللغات الهند-أوربية

#### الإنجليزية
الفعل ask الإنجليزي، بمعنى سأل، أصله aks وقد قُلب فيه صوتي الـk والـs. لا تزال بعض اللهجات الإنجليزية غير القياسية تحتفظ بالنطق الأصلي غير المقلوب. كلمات bird «طير، عصفور» وwasp «دبور» أصلهما قبل القلب هو bridd و waps.

#### الفرنسية
كلمة fromage «جبن (طعام)» أصلها في اللاتينية هو formaticus. أسلوب الكلام المُسمى ڤرلان [الإنجليزية] الذي يستعمله بعض متحدثي الفرنسية يعتمد على قلب الأصوات في الكلمة. كلمة ڤرلان نفسها (بالفرنسية: Verlan)‏ هي في الأصل نتيجة لقلب أصوات كلمة لانڤر (بالفرنسية: l'envers)‏ والتي تعني «العكس».
الكرديّة
في الكُرديّة تُكثَر هذا النوع من الكلمات، كما يتمّ استخدام الشكلين، قبل وبعد قلب الحرف، تبعًا للمناطق.
أمثلة: (Berf - Befr) الّتي تعني الثلج، تم التبديل بين الr والf كما يتمّ استخدام الشكلين حتّى الآن، وهناك العديد من الأمثلة الأخرى.[بحاجة لمصدر]

### لغات البانتو

#### اللغة السواحلية
في اللغة السواحلية، كلمة أمريكي (بالإنجليزية: American)‏ أصبحت بعد استعارتها mmarekani.